# Elzéar-Alexandre Taschereau

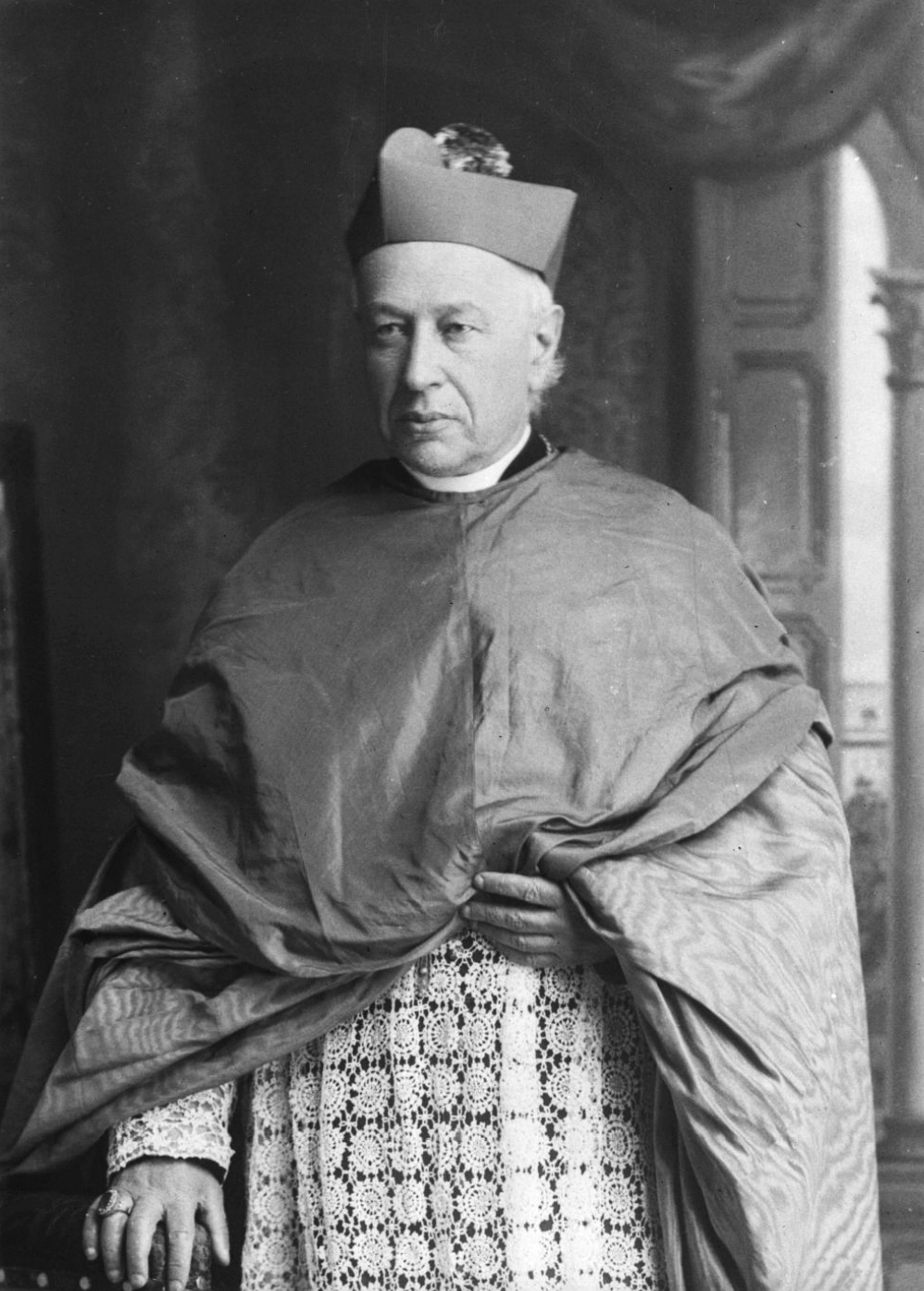
Elzéar-Alexandre Kardinal Taschereau in Cappa magna (1886)

Elzéar-Alexandre Taschereau (* 17. Februar 1820 in Sainte-Marie-de-la-Beauce, Québec, Kanada; † 12. April 1898 in Québec) war der erste kanadische Kardinal.

## Leben
Taschereau war eines von sieben Kindern des Jean-Thomas Taschereau (Richter) und dessen Ehefrau Marie Panet. Nach dem Abschluss der Primärstufe begann er sein Studium 1828 im Kleinen Seminar von Québec, welches er 1836 mit hervorragenden Ergebnissen abschloss und für ein Jahr nach Europa ging. Nach seiner Rückkehr 1837 studierte er im Großen Seminar von Québec Theologie und unterrichtete gleichzeitig im Kleinen Seminar von Québec. Er promovierte 1856 zum Doktor des Kanonischen Rechts.

### Priester und Professor

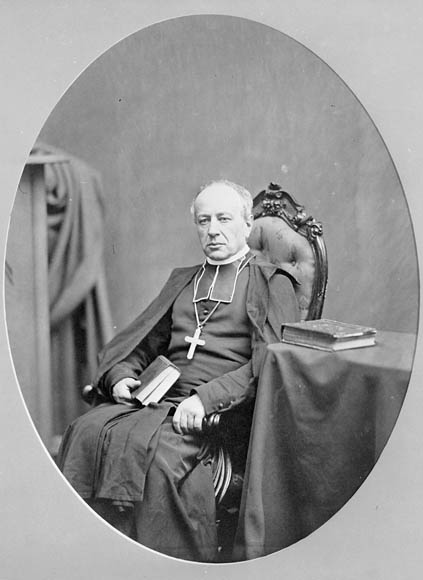
Erzbischof Elzéar-Alexandre Taschereau (1871)

Kardinalswappen

Mit einer Ausnahmegenehmigung, er hatte noch nicht das vorgeschriebene Alter erlangt, empfing er am 10. September 1842 die Priesterweihe. Von 1842 bis 1854 lehrte er als Professor Philosophie am Seminar in Québec, des Weiteren unterrichtete er Astronomie, Theologie und Kirchenliteratur. Von 1849 bis 1854 war er Mitglied im akademischen Seminarrat und übernahm die Studienpräfektur. Bereits 1851 bis 1852 wurde er als Direktor des Großen Seminars in Québec eingesetzt. Im Jahr 1852 gehörte er zu den Mitbegründern der Universität Laval, weitere Studien führten ihn 1854–1856 nach Rom. In Rom war er der erste kanadische Priester, der am Französischen Seminar in Rom studierte, nach seiner Rückkehr bekleidete er die Professur für Theologie und wurde Direktor des Kleinen Seminars von Québec. 1856–1859 wurde er zum Direktor des Großen Seminar von Québec berufen und übernahm 1866–1869 die Rektorenstelle an der Universität Laval, um darauf von 1869 bis 1871 das Amt des Rektors der Universität Laval zu übernehmen.
Seine Priesterlaufbahn lief parallel mit seiner akademischen Laufbahn steil aufwärts, 1862 wurde er Generalvikar von Québec und übernahm die Ausbildung von jungen Priestern, er begleitete den Administrator von Québec nach Rom und nahm von 1869 bis 1870 als theologischer Berater des Québecer Erzbischofs Charles-Francois Baillargeon am Ersten Vatikanischen Konzil teil.

### Erzbischof und erster kanadischer Kardinal
Am 24. Dezember 1870 wurde er zum Erzbischof von Québec ernannt. Die Bischofsweihe spendete ihm der Erzbischof von Toronto, John Joseph Lynch, CM am 19. März 1870 in der Kathedrale von Québec; Mitkonsekratoren waren der Bischof von Kingston, Edward John Horan, und der Bischof von Saint-Hyacinthe, Charles La Rocque.
In den Jahren 1873, 1887 und 1886 führte und leitete er drei Provinzkonzile und hatte seit 1875 eine Bischofskonferenz für die Kirchenprovinz Québec etabliert, diese wurde seither in einem zweijährigen Zyklus durchgeführt. Wenn sein autoritärer Führungsstil auch etwas umstritten war, so gelang es ihm trotzdem, mit Organisationstalent und Einfallsreichtum, die Anerkennung und Respekt seiner Suffragane zu erlangen. Das war auch die Zeit, in der er mit einer disziplinierten Lebensführung und Frömmigkeit die Anerkennung über die Grenzen Québecs und Kanadas erlangte.

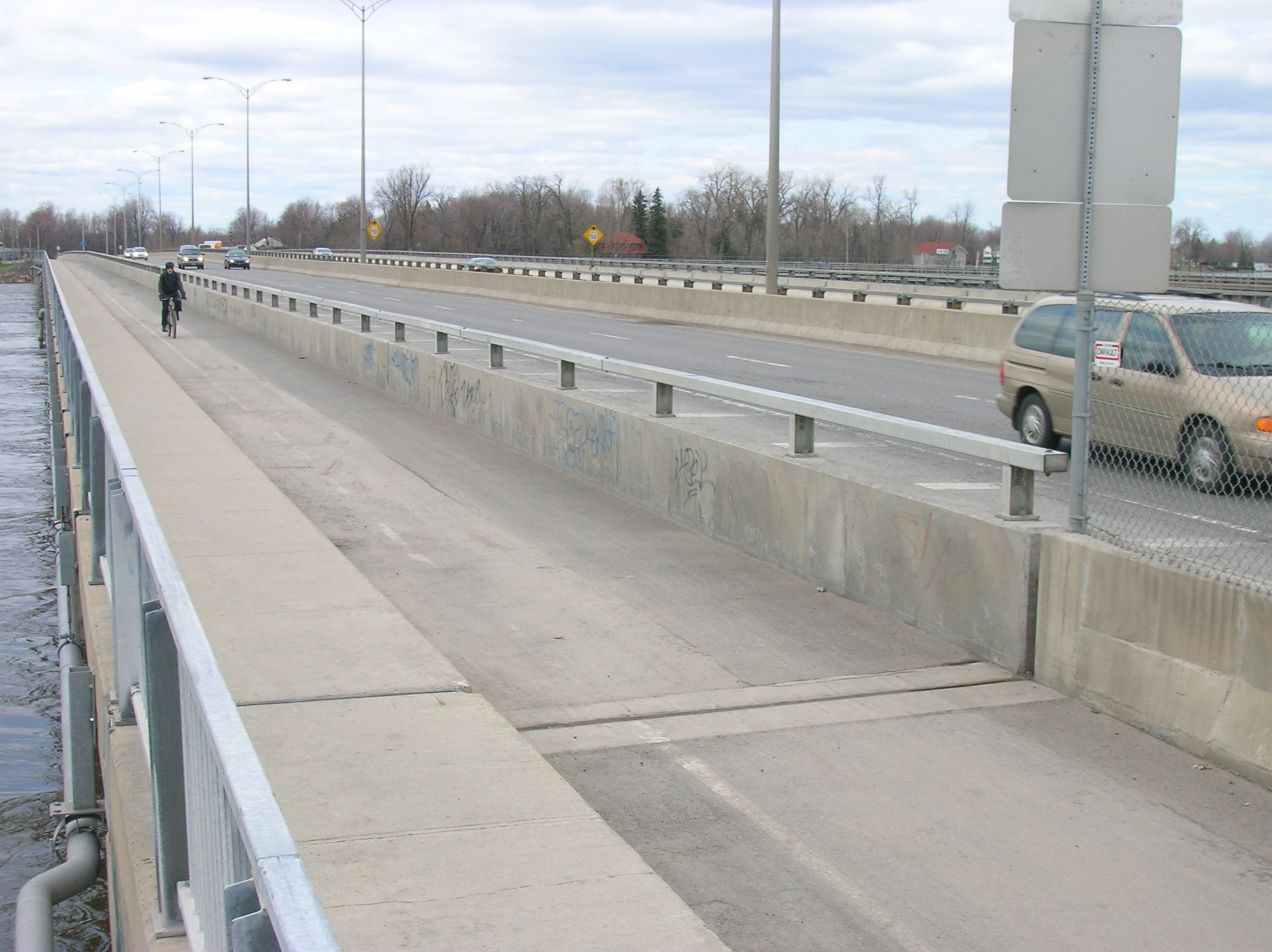
Die Taschereau-Brücke in Québec

In den Stand eines Kardinals – des ersten kanadischen – wurde er am 7. Juni 1886 durch Papst Leo XIII. erhoben und empfing seinen „Roten Hut“ am 17. März 1887. Er bekam als Kardinalpriester die Titelkirche Santa Maria della Vittoria zugewiesen. Aus gesundheitlichen Gründen musste er 1891 um einen Koadjutor bitten und übergab schließlich seine Amtsgeschäfte am 3. September 1894. Nach seinem goldenen Priesterjubiläum (1892) und seinem silbernen Bischofsjubiläum (1896) zog sich Kardinal Taschereau in ein stilles Leben zurück und starb am 12. April 1898. Seine Grabstätte befindet sich in der Kathedrale von Québec.